# AMX 40 (основной боевой танк)
AMX-40 — первый французский танк третьего поколения.

## История создания
Разработка французского танка  AMX-40 была начата инженерами мастерских Issy-les-Moulineaux. Французский танк разработанный специально для экспорта. Новый танк разрабатывался на базе предыдущей модели AMX-30, значительная часть узлов и агрегатов остались неизменны. Уже в 1983 году опытный образец танка AMX-40 был представлен на выставке вооружения в Сатори. В 1986 году танк АМХ-40 проходил полигонные испытания в Абу-Даби и Катаре, а в июне 1987 года два опытных образца были отправлены в Саудовскую Аравию на сравнительные испытания с танками М1А1 «Абрамс», «Челленджер» и «Озорио». Всего было построено четыре опытных образца AMX-40. Однако заинтересовать потенциальных заказчиков своим новым танком разработчикам так и не удалось. Ввиду отсутствия заказов на поставку танка AMX-40 в 1990 году экспортное предложение отменено.

## Тактико-технические характеристики

### Основы конструкции
Танк имеет классическую схему компоновки с передним расположением отделения управления, средним расположением боевого отделения и задним — силового. Место механика-водителя находится слева в передней части корпуса. Над ним в крыше корпуса имеется круглый люк с тремя перископами, один из которых составляет единое целое с крышкой люка. Справа от места механика-водителя находится боеукладка с частью боекомплекта и топливные баки. В полу за сиденьем механика-водителя находится люк для аварийного покидания машины. Заряжающий имеет собственный люк с тремя перископами.
В левом борту башни расположен люк, который служит для загрузки боеприпасов и удаления стреляных гильз. В корпусе находятся топливные баки, обеспечивающие запас хода по шоссе до 600 км, а при использовании двух навесных 200-литровых бочек, которые крепятся на корме, запас хода возрастает до 850 км. К переднему броневому листу крепится бульдозерный отвал в разобранном виде. Его сборка и монтаж на танке осуществляются одним из членов экипажа. В лобовых проекциях его корпуса и башни применена комбинированная броня.

### Вооружение
Танк оснащен 120-мм гладкоствольной пушкой и спаренной с ней 20-мм пушкой М693, способной вести огонь по воздушным целям (углы наведения по вертикали от −8° до +40°). На командирской башенке смонтирован 7,62-мм зенитный пулемёт. По бокам башни размещены по три дымовых гранатомета. Боекомплект 20-мм пушки и 7,62-мм пулемёта состоит соответственно из 578 выстрелов и 2170 патронов.

### СУО и приборы наблюдения
Танк AMX-40 оснащен системой управления огнём СОТАС (Conduite de Tir Automatique pour Char). Наводчик имеет прицел M581 и лазерный дальномер М550. Над командирской башенкой находится гиростабилизированный панорамный прицел М527 (обладающий 2- и 8-кратным увеличением), используемый для кругового наблюдения, целеуказания, наведения орудия и ведения огня. Кроме того, командир танка располагает прицелом М496 (с 8-кратным увеличением). На маске пушки справа закреплена тепловизионная камера. Для ведения стрельбы и наблюдения в ночное время предназначена тепловизионная система «Кастор» ТВТ, камера которой закреплена справа на маске пушки. Установленные система наведения и система управления огнём позволяют с первого выстрела с 90-процентной вероятностью попадания поразить неподвижную цель, находящуюся на дистанции 2000 м. Время обработки данных от обнаружения цели до выстрела составляет менее 8 секунд.

### Двигатель
12-цилиндровый дизельный двигатель V12X соединен с западногерманской автоматической трансмиссией ZF. Возможна также установка трансмиссии ESM500. Подвеска торсионного типа с шестью обрезиненными опорными катками и четырьмя поддерживающими роликами с каждого борта.
Ходовая часть состоит из шести сдвоенных обрезиненных опорных катков, ведущего колеса заднего расположения, направляющего колеса переднего расположения, четырёх поддерживающих роликов и гусеничной ленты. Опорные катки имеют индивидуальную подвеску торсионного типа.